# Lut Celie
Lut Celie (Gent, 20 maart 1958) is een Belgische psychotherapeute en schrijfster.

## Opleiding en carrière
Celie studeerde verpleegkunde alvorens ze aan de opleiding integratieve psychotherapie begon te Gent. Hierbij specialiseerde ze zich in verlies en trauma. 
In 1991 richtte ze in het UZ Gent het "koesterproject" op, waarbij kankerpatiënten thuisbegeleiding krijgen. 
In 1998 begon ze een privépraktijk psychotherapie te Gent.
Later, in 2009, richtte ze de vzw "De Bleekweide" op in het Groot Begijnhof te Gent. In het voorjaar van 2013 kwam een documentairereeks over het centrum op de zender Eén, die kritiek kreeg van de Belgische Federatie van Psychologen.

## Publicaties[3]
- Het kleine sterven, met Annemie Struyf, uitg. Van Halewyck, 1996.
- Luister nu eens naar mij!, uitg. Van Halewyck, 2008.
- Het leven met gemis (red. Johan Maes), hoofdstuk De kindertaal van rouw, uitg. Zorg-Saam, 2009.
- Anders kijken en luisteren naar kinderen en jongeren, uitg. Van Halewyck, 2013.